# ヘッジホッグ (兵器)
ヘッジホッグ（hedgehog）は、イギリスが開発した対潜迫撃砲。イギリスの他、アメリカ合衆国など連合国諸国海軍で広く採用された。名称はハリネズミ（Hedgehog）の意味。

## 概要
ヘッジホッグは、単純に海中投下するそれまでの対潜爆雷とは異なり、発射器より一度に24個の弾体を投射する、多弾散布型の前投式対潜兵器である。
「対潜爆雷」の一種とされることが多いが、厳密にはもっとも初期の対潜迫撃砲というべきものである。起爆も爆雷とは異なり、水圧ではなく接触によって行われる。

## 開発・装備
ヘッジホッグの生みの親は、好意をこめて「悪巧み策士部隊 (Wheezers and Dodgers)」と呼ばれるイギリス海軍本部
イギリス海軍省の小部門DMWD（Department of Miscellaneous Weapons Development、多種兵器研究開発部）だった。科学者・海軍将校・退役軍人が中心の組織で、真剣な目的意識をもった奇人変人の集まりだった。
DMWDによって、第一次世界大戦の対潜戦の分析結果に基づく、従来の対潜爆雷に替わる対潜攻撃兵装として開発・研究が始められた。
1941年にはリヴァプール湾で駆逐艦「ウェストコット」に搭載しての発射試験が行われ、最初の発射実験に成功した。その後も実証試験は続けられ、1942年11月8日には実戦で使用されヴィシー・フランス海軍の潜水艦「アクテオン」を撃沈した。
以後は対潜任務を担当する艦艇に順次装備され、第二次世界大戦終戦時にはイギリス海軍の艦艇を中心として連合国艦艇の多くに装備されていた。

## 構造
ヘッジホッグは、スピガット・モーター式の迫撃砲を24連装に配した発射装置と、それに装填される弾体で構成されている。弾体は発射装置の"スピガット"と呼ばれる棒状の発射軸に装填されて発射される。24個の弾体は0.2秒の間隔で2発ずつ発射され、直径約40mの円形の範囲に着水して沈降する。
弾体の信管は二重式、別の表現をするなら安全装置の付いた二段作動構造になっており、発射されると着水時の衝撃によってまず一段目の信管が作動して爆発可能状態となり、着水後沈下する弾体が1発でも水中目標に命中すると、その爆発によって生じた水中衝撃波によって残りの弾体も信管が作動し、投射した弾体全てが誘爆する。このため、通常の対潜爆雷に比べて1発当たりの炸薬量は小さくとも、目標となった潜水艦は投射した弾体の炸裂に包まれることになるため、それまでの対潜爆雷に比べて総合的な命中率が高く、対潜水艦戦の飛躍的な向上をもたらした。
第二次世界大戦中に使われたMk.10発射機は、"スピガット"が艦の首尾線平行に設置された4本の軸に各6本の弾体が前上方を向いて装填され、発射台後部のハンドルを回す事によって4本の軸を左右に指向させることによって、限定的に投射方向を左右に変位させることができた。Mk.10にはこれ以外の旋回・俯仰機構がなく、基本的には単純に斜め前に投射するだけであるが、戦後型のMk.15発射機はスタビライザーによって安定化された旋回台に設置され、Mk.10とは逆に4本の軸は首尾線と垂直になっており、本格的な旋回を可能としている。

## 運用

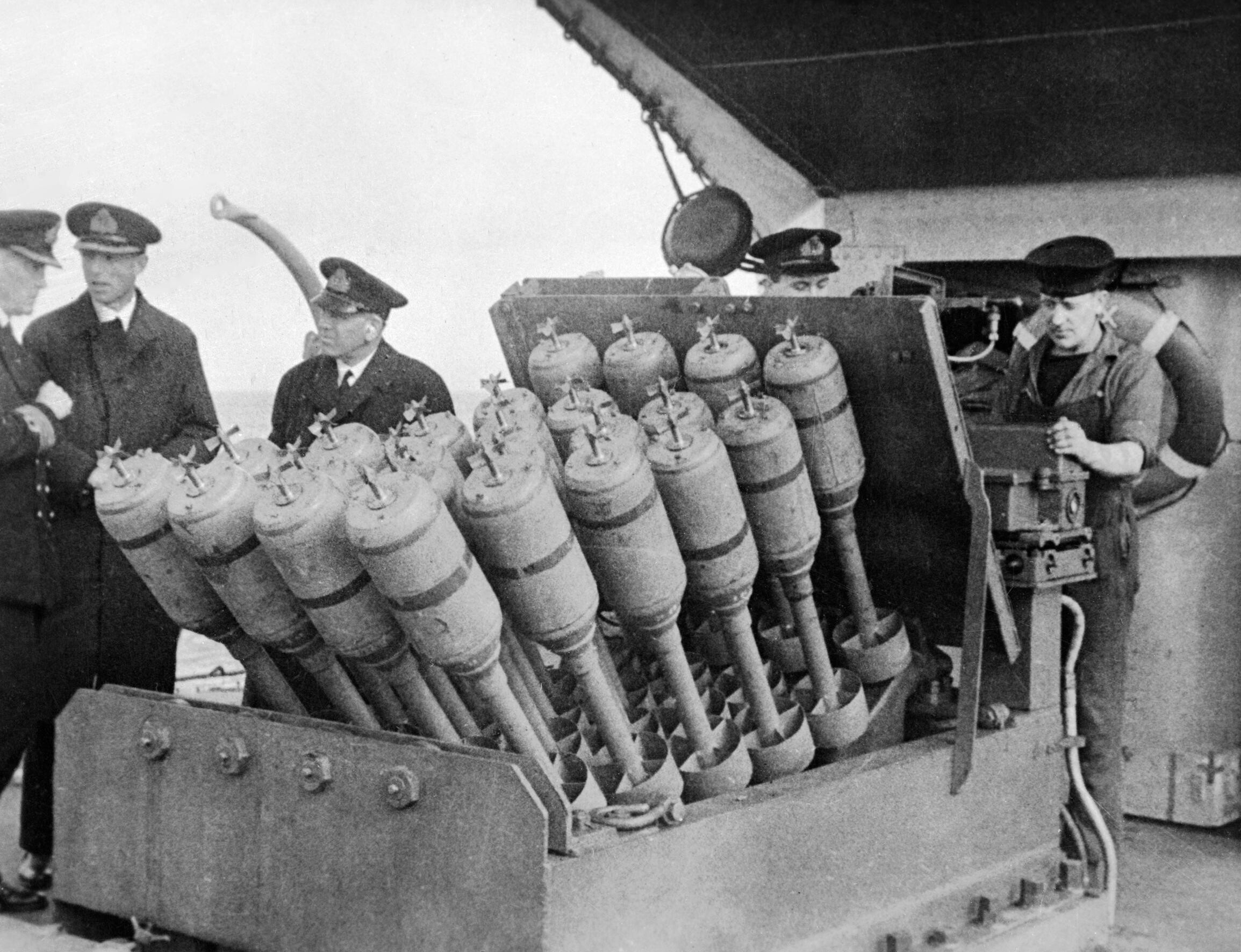
イギリス海軍のアドミラルティW級駆逐艦「ウェストコット」に装備されたヘッジホッグ（Mk.10）。1945年の撮影

ヘッジホッグはそれまでの爆雷に比べて、発射機を含めても小型であるために多数搭載することができる利点があり、小排水量の艦艇にも充分な対潜水艦攻撃能力を装備させることを可能とした。
また、艦尾に装備するため艦の後方、もしくは後側方にしか投下できない対潜爆雷と違い、艦の前方に発射機を装備することにより前方に対潜弾を投射できることは、「目標の水中位置を推測した後目標の上方に移動して爆雷を投下する」というそれまでの方式に比べ、目標をソナーなどで発見した後、対潜艦艇に高速で航行しながらの即時対潜攻撃を可能とした。
目標に直接接触しないと炸裂しない、という爆雷に比べると若干不利な面もあったが、目標に命中しなければ爆発が起こらないために命中の判定が容易であり、炸裂する深度を事前に調整する必要がある上、たとえ命中しなくとも設定深度に達すれば自動的に爆発してしまう爆雷に比べると、攻撃開始から爆雷の炸裂後の効果の判定までに要する時間が短く済むこと、1弾あたりの爆発の威力が大きくないため、攻撃に際し自船のソナーを爆発の衝撃波から保護するために発信・受聴停止する必要がなく、ソナーを使いながら使用できるとこと、といった各種の利点により、対潜水艦戦で大きな戦果を挙げた。これは、Uボート（対象）の上に無数の対潜弾をばらまくため、命中する確率がそれまでのものよりも高かったことにもよる。
日本の海上自衛隊でも、発足時にアメリカ海軍からの供与艦艇に装備されていたものの他にはるかぜ型護衛艦を始めあまつかぜ型ミサイル護衛艦まで初期建造艦の多くにヘッジホッグを「対潜弾投射機」の名称で装備し、54式対潜弾投射機の名称でライセンス生産も行っている。

## 開発エピソード
ヘッジホッグの生みの親であるイギリス海軍本部のDMWD（多種兵器研究開発部）へは、大衆がハーバート・ジョージ・ウェルズやジュール・ヴェルヌのSFを引き合いに出し、ほとんどジョークのような工夫を提案していた。そして、その中から役立つ可能性がある物を探り、改良するのがDMWDの仕事だった。そういった新奇な発想を現実化する科学・技術機構がイギリスに存在していたからこそ、これらの活動は戦争遂行に盛り込まれた。
DMWDの幹部の1人、スチュワート・ブラッカー陸軍中佐は、第一次世界大戦ではイギリス陸軍砲兵隊に勤務。1940年には電気作動の装填軸を使用した迫撃砲の擲弾発射装置を設計し、それをDMWDが発展させて環状多連装迫撃砲を完成させた。しかし、そこで、官僚機構と競合相手という2つの障害にぶつかった。だが、チャートウェル本宅近くの兵器試験場をチャーチルが視察した際、初期の試射を見て開発計画を進めさせた事が幸いしたという。

## 登場作品

### 映画
『ゴジラvsコング』
タイコンデロガ級ミサイル巡洋艦が前甲板に搭載しており、海中に潜む怪獣ゴジラに対して投射する。ただし実際のタイコンデロガ級ではヘッジホッグを搭載していない。
『大怪獣バラン』
海上自衛隊のあやなみ型護衛艦に搭載されたものが、東京湾内に潜む怪獣バランに対して使用される。作中では、実際の投射シーンが映されている。
『ローレライ』
マリアナ諸島、テニアン島沖に展開するフレッチャー級駆逐艦群が伊507撃沈のため無数のヘッジホッグを発射する。

### 漫画
『独立戦車隊』
「Jungle Express」にて、イギリス海軍の哨戒艇が日本海軍の潜水艦に向けて投射するが、日本陸軍の九九式襲撃機の攻撃を受けて哨戒艇ごと沈没する。
『ゲゲゲの鬼太郎 大海獣』
海上自衛隊の護衛艦が、大海獣の血を注射されて大海獣に変化した鬼太郎への攻撃に使用する。

### 小説
『遙かなる星』
海上自衛隊のうみたか型駆潜艇が、ソヴィエト海軍のゴルフⅡ級潜水艦「ヴェルチンスキー」に対して発射する。

### ゲーム
『艦隊これくしょん』
「Hedgehog(初期型)」の名称で登場。
『メタルギアソリッドピースウォーカー』
陸上用にアレンジされたものがコクーンに搭載されている。
『アズールレーン』
対潜迫撃砲「ヘッジホッグ」の名称で登場。